# Formica pallidelutea
Formica pallidelutea é uma espécie de formiga do gênero Formica, pertencente à subfamília Formicinae.